# 克薩納內山
16°04′55″S 70°16′13″W / 16.08194°S 70.27028°W
克薩納內山（Q'isanani），是秘魯的山峰，位於該國東南部普諾大區，由普諾省的聖安東尼奧區負責管轄，屬於安地斯山脈的一部分，海拔高度5,000米。